# 발루치계 미국인
발루치계 미국인(발루치어: آمریکنی بلۏچ)은 발루치인의 후손인 미국인을 말한다.
최초의 발루치어 뉴스 채널인 VSH 뉴스가 2015년에 제작한 8부작 다큐멘터리 '미국의 발루치인'은 발루치계 미국인들이 워싱턴 D.C., 뉴욕, 텍사스, 노스캐롤라이나, 워싱턴 등 미국의 여러 지역에 거주하고 있음을 보여준다. 많은 발루치계 미국인들은 발루치스탄주와 카라치 시를 포함한 파키스탄의 다른 지역에서 온 파키스탄 출신이다. 다른 이들은 이란의 시스탄 및 발루치스탄 주에서 왔다. 많은 발루치계 미국인들은 비영리 단체, 정보 기술 회사, 공공 부문에서 일한다.

## 정치 활동
발루치계 미국인들은 이란과 파키스탄의 발루치 인구와 관련된 문제들을 다루는 데 정치적으로 활발하다. 2012년 2월 8일 데이나 로러배커 공화당 하원의원이 의장을 맡은 미국(US) 외교위원회의 의회 청문회에서는 파키스탄 보안군이 발루치스탄에서 저지른 것으로 알려진 인권 침해에 대해 강조했다. 이 청문회는 파키스탄 정부로부터 국내 문제에 대한 간섭이라는 심한 비판을 받았다.
발루치스탄 청문회 직후, 로러배커는 2012년 2월 18일 미국 하원에 파키스탄이 발루치족의 자결권을 인정할 것을 요구하는 결의안을 제출했다. 하원의원 루이 고머트와 스티브 킹은 발루치스탄과 파키스탄의 곤란한 과거를 강조한 동의안을 공동 발의했다. 로러배커는 워싱턴 포스트에 실린 칼럼 "나는 왜 발루치스탄을 지지하는가"에서 "우리의 신뢰를 배반한 파키스탄 정부에 대한 발루치스탄 억압받는 사람들을 옹호하는 결의안을 제출한 것에 대해 사과하지 않는다"고 말했다.
발루치계 미국인들은 2013년 10월 파키스탄 총리 나와즈 샤리프의 방문에 항의하기 위해 백악관 밖에서 시위를 벌였다.
2015년 10월 22일, 아흐마르 마스티칸이라는 발루치 활동가가 미국 평화 연구소에서 연설 중이던 파키스탄 총리 나와즈 샤리프를 야유했다. 시위대는 "자유로운 발루치스탄"을 외쳤다. 후에 아흐마르 마스티칸은 인도 정보기관의 지시로 나와즈 샤리프를 야유했으며 그 대가로 돈을 받았다고 주장했다. 그는 또한 조사 분석원이 발루치족 무장세력을 지원하고 있으며 지난 몇 년 동안 조사 분석원이 1,500만 달러를 지불했다고 주장했다. 마스티칸은 또한 인도가 파키스탄에서 테러를 지원하고 있다고 말했다.

발루치 민족 운동 (BNM) 소속 발루치 활동가들은 2016년 2월 13일 백악관 밖에서 BNM 사무총장 마난 발루치 박사 살해를 규탄하는 시위를 벌였다.
2016년 9월 14일, 발루치 활동가들은 파키스탄의 발루치스탄 "불법 점령"을 규탄하기 위해 유엔 본부 밖에서 시위를 벌였다.

## 조직
2016년 2월 말리크 시라지 악바르가 설립한 워싱턴 D.C.의 발루치스탄 연구소는 발루치스탄에 대한 연구와 대화에 중점을 둔 싱크탱크이다. 팟캐스트 DC 라이브는 발루치계 미국인들의 이야기를 들려준다.

## 저명한 인물
- 말리크 시라지 악바르, 언론인
- 마흐누르 발루치, 배우 및 모델
- 와히드 발루치 박사, 워싱턴 옹호자 및 북미 발루치 위원회 회장
- 눈 밈 다니시, 아프리카-발루치 혈통의 시인[17]
- 치라그 발루치, 예술가[18]